# Каринаро
Каринаро (итал. Carinaro) — коммуна в Италии, располагается в регионе Кампания, в провинции Казерта.
Население составляет 6729 человек (на 2004 г.), плотность населения составляет 1058 чел./км². Занимает площадь 6 км². Почтовый индекс — 81032. Телефонный код — 081.
Покровительницей коммуны почитается святая Евфимия Всехвальная, празднование 16 сентября.